# Pláž Maho
Pláž Maho, úředně Maho Beach, je pláž ležící v jižní nizozemské části Sint Maarten ostrova Svatý Martin, jenž tvoří součást karibských Závětrných ostrovů. K pláži bezprostředně přiléhá přistávací dráha Mezinárodního letiště princezny Juliany, díky níž získala popularitu.

## Charakteristika
Vzhledem k nízké výšce pomalu letících letadel nad pláží se tato lokalita stala vyhledávanou leteckými spottery. Jedná se o jednu z mála světových lokalit, kde mohou být dopravní letadla pozorována přímo za patou ranveje. V přilehlých barech a restauracích jsou návštěvníkům zobrazovány aktuální časové informace odletů a příletů. „Sunset Bar and Grill“ měl na terase reproduktor, který zprostředkovával radiový kontakt mezi posádkou a letištní řídící věží.
Cedule u dráhy č. 10, dlouhé 2 180 metrů, pozorovatele varují na riziko vážných zranění, která může způsobit odmrštění na vodní hladinu v důsledku vzdušného poryvu proudových motorů startujících letadel.
Pláž je tvořena bílým pískem, navazujícím azurovým mořem a je chudá na vegetaci pro kontinuální erozi způsobovanou proudovými motory. V přilehlém moři je provozován windsurfing a skimboarding. Hurikán Omar poničil pláž s přilehlými zařízeními 16. října 2008.
Galerie

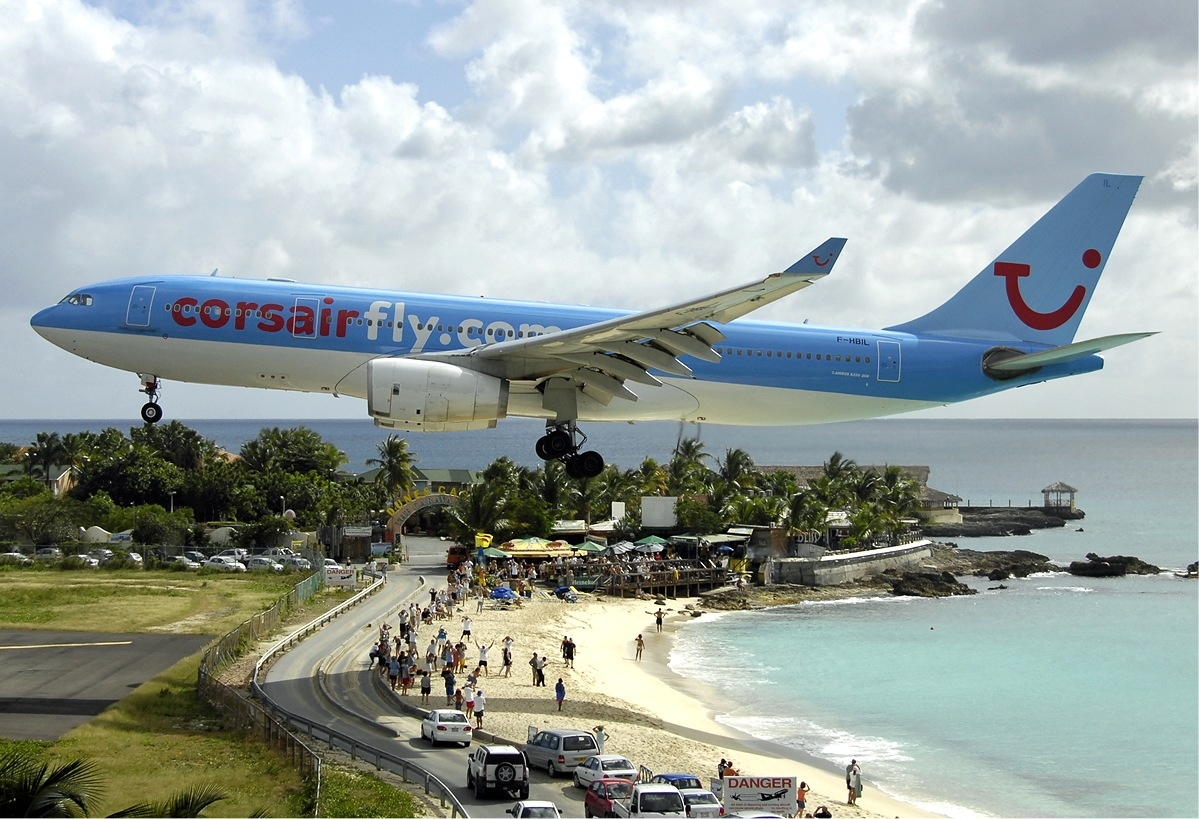
Airbus A330-200 společnosti Corsair
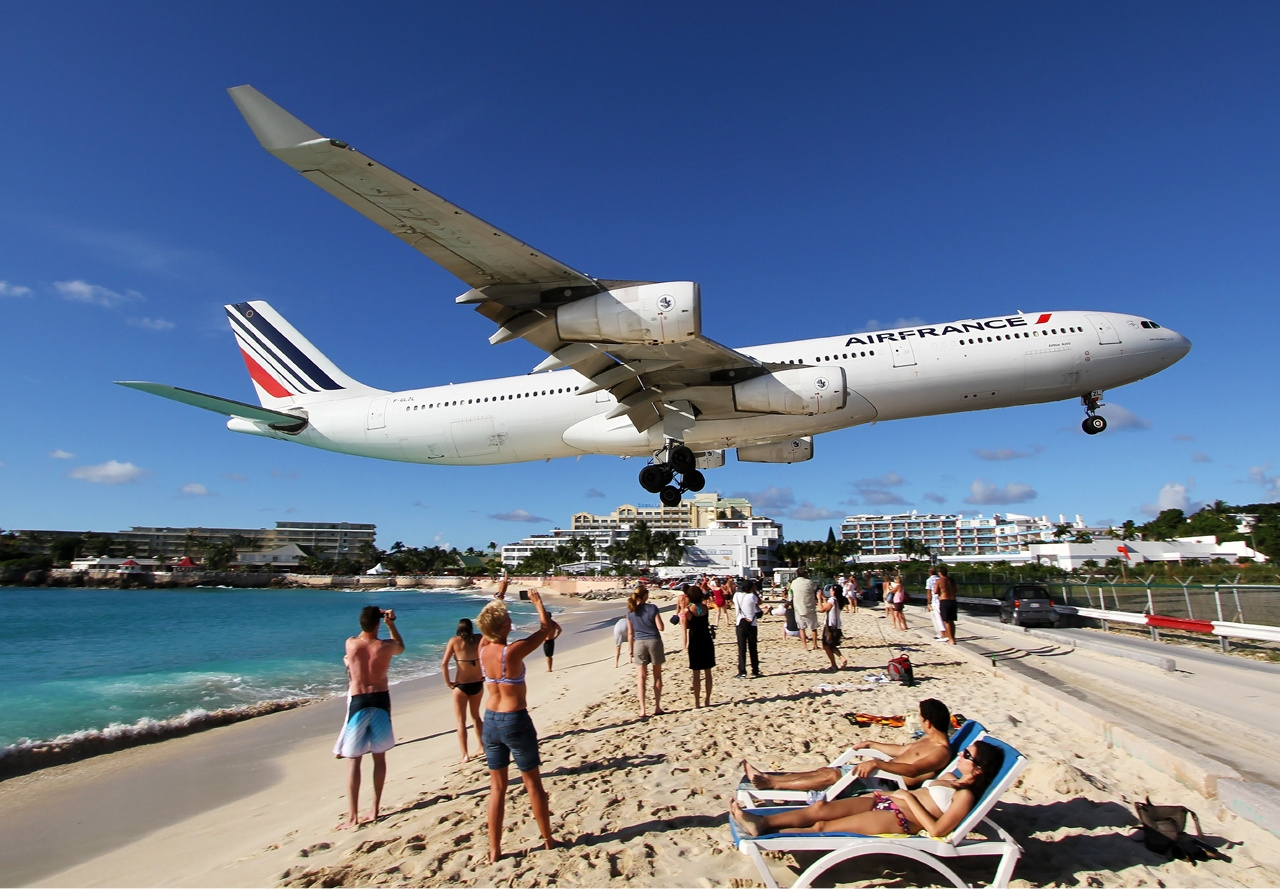
Airbus A340-313X Air France
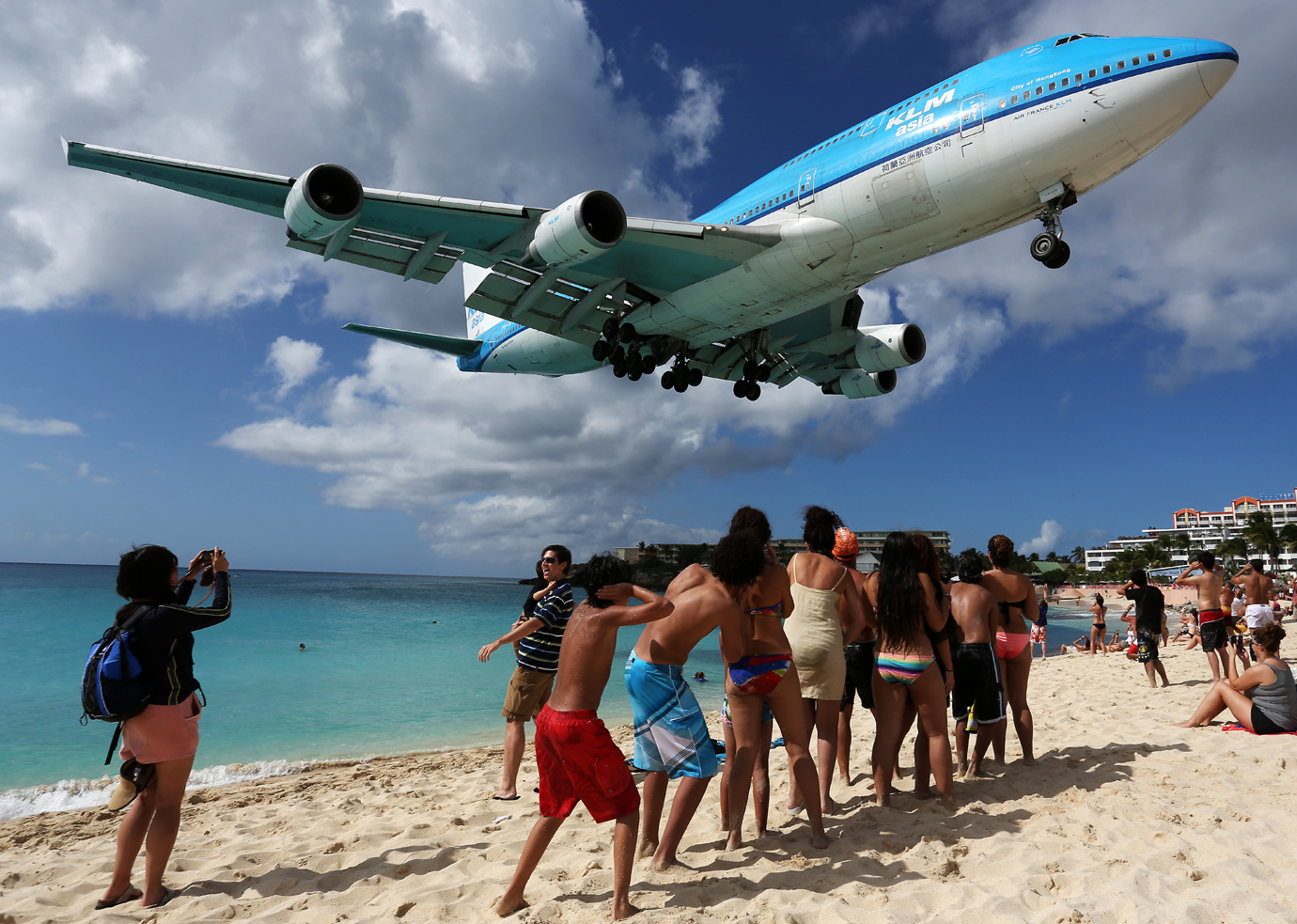
Boeing 747-400
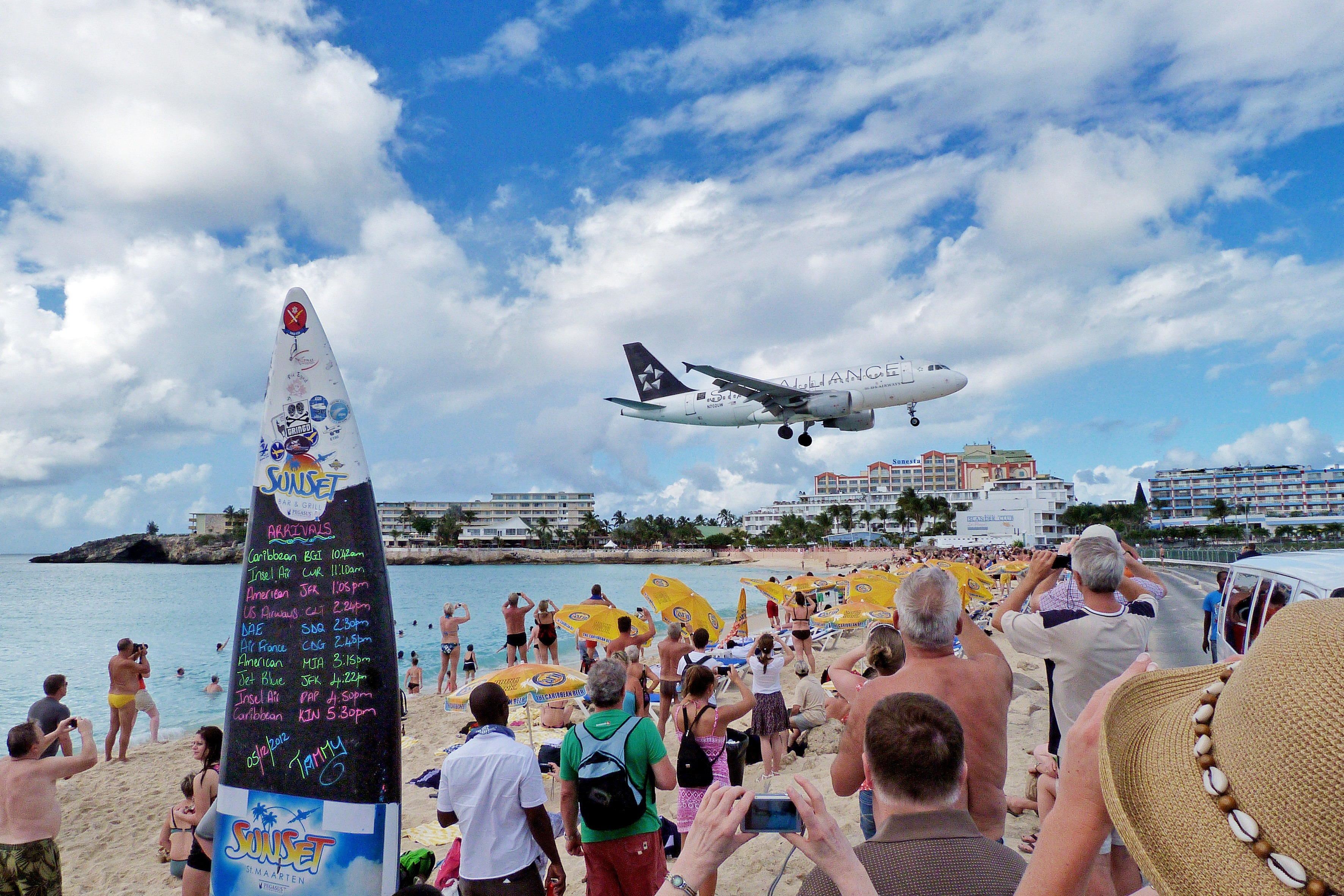
Airbus A319 US Airways